# Paul Johannes Schlesinger
Paul Johannes Schlesinger (* 9. Juli 1874 in Wien; † 12. Februar 1945 im KZ Groß-Rosen) war ein österreichischer Politiker.

## Leben

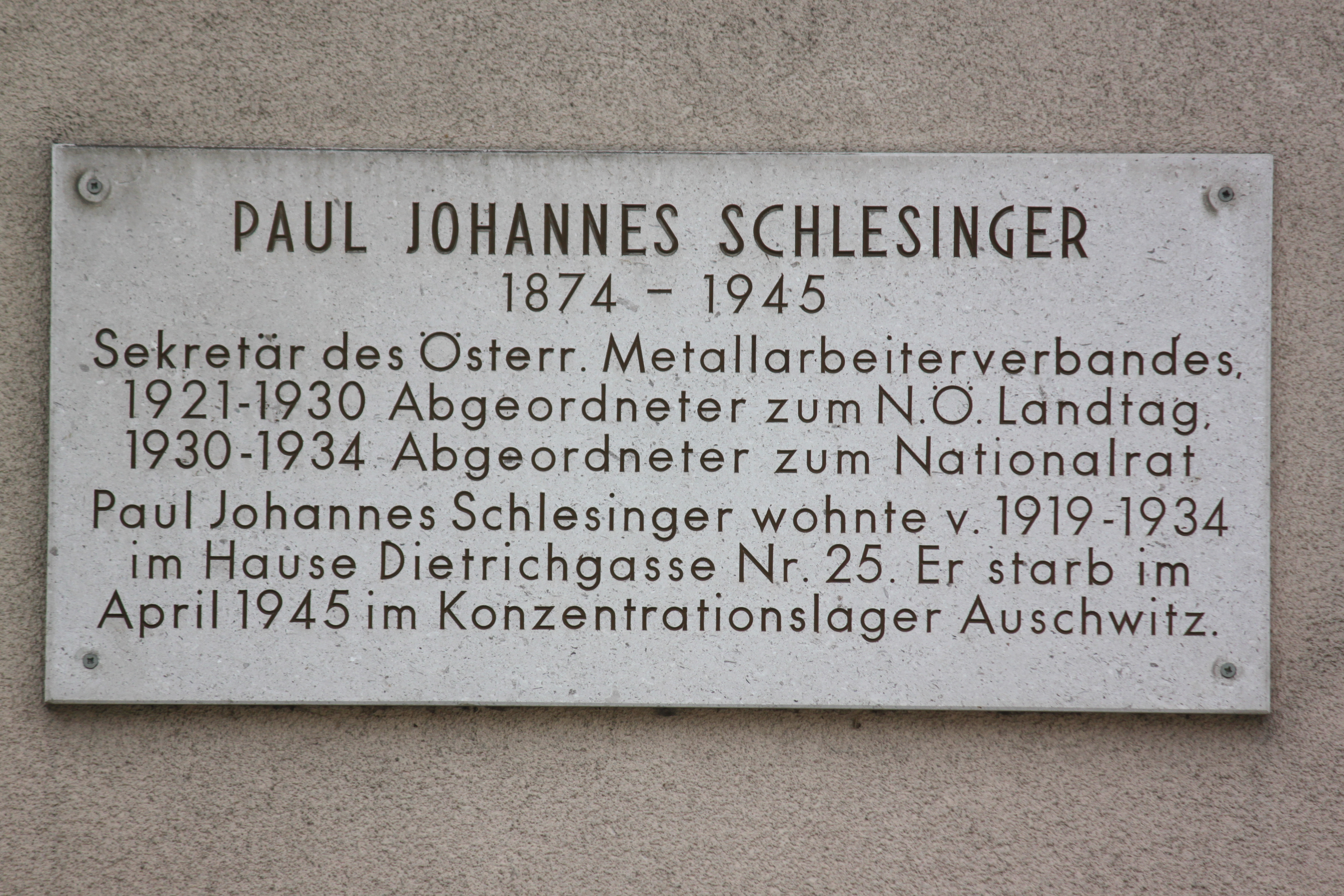
Gedenktafel am Paul-Johannes-Schlesinger-Hof in Wiener Neustadt

Paul Johannes Schlesinger wuchs in Wien heran, besuchte die Volks- und Bürgerschule und absolvierte im Anschluss daran eine Lehre zum Feinmechaniker. Auf seiner Wanderschaft als Geselle kam Schlesinger überall in Europa herum und arbeitete so in Ungarn, Deutschland, den Niederlanden, in Belgien und der Schweiz. 1905 ließ sich Schlesinger wieder in seiner Geburtsstadt Wien nieder, wo er zum Sekretär des Österreichischen Metallarbeiterverbandes gewählt wurde.
Schlesinger, der Mitglied der Sozialdemokratischen Partei (SdP) wurde, avancierte rasch zu einem Gewerkschafter, der von 1911 bis 1912 für die Metallarbeiter der Bezirke Mödling, Baden und Wiener Neustadt Bezirksvertrauensobmann wurde. Auch wurde er im Jahr 1907 Obmann der Badener Gebietskrankenkasse.

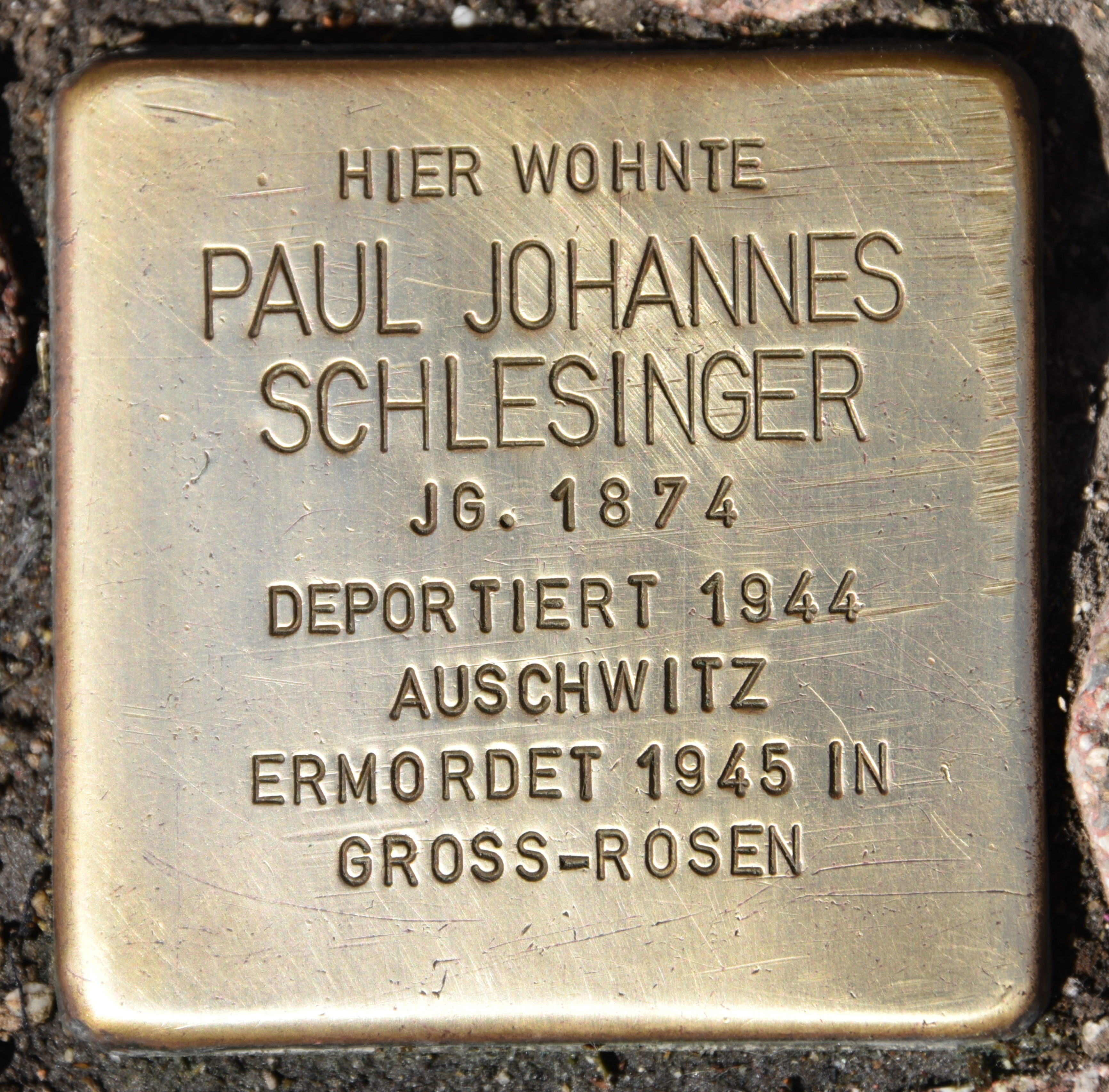
Stolperstein in Wiener Neustadt

Im Jahr 1921 wurde Schlesinger als Abgeordneter der SdP in den Niederösterreichischen Landtag gewählt, wo er knapp fünf Jahre ein Mandat bekleidete. 1926 zog er in den Nationalrat ein, wo er mit Ausnahme einer zweimonatigen Unterbrechung, bis 1934 vertreten war.
1934 wurde er von den Austrofaschisten verhaftet und ins Anhaltelager Wöllersdorf verbracht. Nach einigen Monaten wurde er entlassen. Von 1938 bis 1939 saß er in Gestapo-Haft und wurde entlassen. Im September 1944 wurde Schlesinger erneut festgenommen und in das KZ Auschwitz verbracht. Von dort wurde er in das KZ Groß-Rosen überstellt, wo er kurz vor Kriegsende ermordet wurde.

## Ehrungen
1988 wurde rechts neben dem Haupteingang zum Parlamentsgebäude in Wien eine Gedenktafel angebracht, auf der die Namen aller 12 Nationalratsabgeordneten verzeichnet sind, die dem Naziterror zum Opfer gefallen sind – unter ihnen Paul Johannes Schlesinger.